# 김현심
김현심(1979년 8월 20일 ~ )은 대한민국의 성우이다. 2006년 투니버스 공채로 데뷔하였으며, 성우 활동 이전에는 보컬, 웨딩, CF 모델, 연극, 리포터 등 다양한 경력을 거쳤다.

## 출연 작품
굵은 글씨는 메인 캐릭터.

### 애니메이션 출연작
- 너에게 닿기를 (투니버스) - 노노하라, 아야코, 유카, 여자
- 뱀파이어 기사 (애니맥스) - 크로스 유우키(쿠란 유우키)
- 완소! 퍼펙트 반장 (챔프) - 남은파
  - 미라클체인지 퍼펙트반장 (챔프) - 남은파
- 개구리 중사 케로로 (투니버스) - 나라 엄마(백수선)
- 나루토 (투니버스) - 아키미치 쵸지(후기)
- 닌자보이 란타로 (투니버스) - 시나 선생님, 킨고
- 엘르멘탈 제라드 (투니버스) - 이브, 셀리나, 타야
- 트리니티 블러드 (투니버스) - 시스터 비올라
- 캐릭캐릭 체인지 (투니버스) - 요루, 마젠타, 리나, 스노페, 리마 엄마, 라미라, 루이 할머니, 레오나
  - 캐릭캐릭 체인지 두근두근 (투니버스) - 요루, 루루 할머니, 미사, 마젠타
  - 캐릭캐릭 체인지 파티 (투니버스) - 요루
  - 캐릭캐릭 체인지 쁘띠 (투니버스) - 요루
- 신비한 별의 쌍둥이 공주 (투니버스) - 솔로, 루루, 문마리아
  - 신비한 별의 쌍둥이 공주 꼬옥! (투니버스) - 솔로, 루루, 팡고
- 심슨 가족 (투니버스) - 밀하우스
- 슈가슈가 룬 (투니버스) - 예은, 김도희
- 블리치 (투니버스) - 진타, 코테츠 이사네, 리즈
- 아따맘마 (투니버스) - 은찬엄마
- 은혼 (투니버스) - 카구라
- 마법소녀 리리칼 나노하 (퀴니) - 유노 스크라이어, 타카마치 모모코
- 로젠메이든 트로이멘트 (퀴니) - 쿠사부에 미츠
- 꼬마 마법사 레미 비밀편 (투니버스) - 누리, 마리, 근덕 엄마, 태우
- 배틀짱 (투니버스) - 소에 (유키 누나)
- 록맨 에그제 스트림 (투니버스) - 메디
- 이누야샤 4기 극장판 - 홍련의 봉래도 (투니버스) - 다이
- 가정교사 히트맨 리본 (투니버스) - M.M, 체르벨로, 어린 카이, 소년 카이
- 짱구는 못말려 (투니버스) - 옆집 아줌마
  - 짱구는 못말려 X파일3 - 고양이 아가씨
- 신비아파트 고스트볼 더블X: 수상한 의뢰 (투니버스) - 사일런스 하피 / 봄이의 어머니
- 신비아파트 고스트볼Z: 귀도퇴마사 (투니버스) - 백사첩
- 란마1/2 (투니버스) - 강유리(쿠노 코다치)
- 요괴인간 타요마 3기:공존의 시작 (투니버스) - 모래 할머니
- 요괴인간 타요마 5기 (투니버스) - 모래 할머니
- 세토의 신부 (투니버스) - 마담
- 떴다! 럭키맨 (투니버스) - 여진상, 진상렐라
- 침푸이 (투니버스) - 영지, 다루사
- 쟈니테스트 (투니버스) - 수잔
- 브랏츠 - 밤샘파티 대모험 (투니버스) - 야스민
- 결계사 (투니버스) - 타바타 히로무, 카가미, 어린 요시모리
- 롤링스타즈 (KBS) - 럭키, 베이비, 봉편자
- 마법소녀 디디 - 뮤뮤, 두비두3
- 메탈베이블레이드 (투니버스)
- 쥬로링 동물탐정 (KBS) - 아줌마, 엄마쥐
- 와글와글 꼬꼬맘 (KBS) - 붕붕, 잠보
- 블레이징 틴스3 (투니버스) - 샌디
- 말하는 강아지 마사 (투니버스) - 클러스키 선생님
- 도모군 (투니버스) - 마야
- 얼렁뚱땅 몬스터 사냥꾼 (카툰네트워크) - 딩크
- 와라! 편의점 (투니버스) - 남담화
- DARKER THAN BLACK -흑의 계약자- OVA (애니맥스) - 여자 크로드, 모자 소년
- 날아라 호빵맨 (애니맥스)
- DARKER THAN BLACK -유성의 제미니- (애니맥스) - 간호사, 미치루, 타냐
- 어떤 과학의 초전자포 (애니맥스) - 사감, 마코찡
- 로봇 알포 (MBC) - 조이
- 위험 최강 단거 할아버지 (투니버스, 재능TV) - 손자
- 무인행성 서바이브 (투니버스) - 멜라니
- 몬스터 왕자 몽짱 (카툰네트워크) - 광수
- 무적 철가방 (투니버스) - 헬즈 바니
- 명탐정 코난 (투니버스) - 여자 직원, 유안나, 어린 이형사, 장유리, 신마리, 박소영, 이하선, 김유경, 봉선화, 도 키드 (투니버스) - 진홍은, 키안티
- 괴담 레스토랑 (투니버스) - 엄마, 맥, 우물 할머니
- 쾌걸 조로리 (투니버스) - 여자2
- 꿈의 크레용 왕국 (투니버스) - 하늘색대신, 시금치스
- 우주인 타로 (투니버스) - 자보, 문문
- 내일의 나쟈 (투니버스) - 다니엘
- 츠바사 크로니클 (투니버스) - 신포
- 음양대전기 (투니버스) - 쇼시
- 뷰티풀 조 (투니버스) - 짐
- 달려라 이다텐 (투니버스) - 엄마
- 따끈따끈 베이커리 (투니버스) - 엄마
- 사무라이 참프루 (투니버스) - 식당 아줌마
- 몬스터 (투니버스) - 여자2
- 닌자펭귄 땡글이 (투니버스) - 도도스
- 오란고교 사교클럽 (투니버스) - 아야노
- 메르헤븐 (투니버스) - 여학생1
- 나루토 질풍전 (투니버스) - 카린
- 드래곤볼GT (투니버스) - 마론
- 말짱 꽝돌이 (투니버스) - 돈만 / 담임 선생님
- 건방진 천사 (퀴니)
- 키테레츠 대백과 (카툰네트워크) - 코로스케
- 엘리엇 키드 (투니버스) - 제이드 / 테레사
- 스켓 댄스 (투니버스) - 카구라
- 미소의 세상 스페셜 (투니버스)
- 코라의 전설 (니켈로디언)
- 럭키프레드 (투니버스) - 브레인
- 중2병이라도 사랑이 하고 싶어 (애니맥스) - 데코모리 사나에
- 드래곤 길들이기 : 버크의 라이더 (카툰네트워크) - 러프넛
- 카레이도 스타 OVA 불사조의 전설 (투니버스) - 부인
- 웨딩피치 (투니버스) - 오로스
- 흑마녀 나가신다 (투니버스)
- 싱싱초밥단 코부시 (투니버스) - 만두댁
- 최강! 탑플레이트 (SBS)
- 루팡 3세 vs 명탐정 코난 TV 스페셜 - 산드라
- 포켓몬스터 W (투니버스) - 포플러
- 3인의 기사 (디즈니+) - 잔드라
- 도깨비언덕에 왜 왔니? (투니버스) - 마고 할멈
- 알쏭달쏭 캐치! 티니핑 (재능TV) - 행운핑

### 애니메이션 영화
- DC 리그 오브 슈퍼-펫 - 룰루
- 니코: 산타비행단의 모험 - 조니
- 닥터 슬럼프 극장판 - 응짜! 사랑을 담아, 펭귄마을 올림 (카툰네트워크) - 여자1
- 루팡 3세 vs 명탐정 코난 - 산드라
- 메가마인드 (2010년) - 록산 리치
- 메이저 극장판 - 우정의 강속구 (투니버스) - 정우기
- 명탐정 코난: 14번째 표적 - 박칠선
- 명탐정 코난: 눈동자 속의 암살자 - 김지수
- 명탐정 코난: 베이커가의 망령 - 서동해
- 명탐정 코난: 은빛 날개의 마술사 - 천지수
- 명탐정 코난: 탐정들의 진혼가 - 김지수
- 빨간모자의 진실2 (MBC) - 그레텔
- 새미의 어드벤처 (2010년) - 어린 새미
- 새미의 어드벤쳐 2 - 셀리 / 로지
- 스페이스침스: 자톡의 역습 3D (2010년) - 루나
- 악동 프레디 길들이기 - 빅터
- 아스트로 보이 - 아톰의 귀환 (2009년) - 제인
- 엄마 까투리 (EBS) - 백이 / 하미 / 부네 / 중돌
- 엘라의 모험 2: 백설공주 길들이기 (KBS) - 백설공주
- 짱구는 못말려 극장판: 포효하라! 떡잎 야생왕국 (2009년) - 빅토리아(코코)
- 짱구는 못말려 극장판: 습격!! 외계인 덩덩이 (2017년) - 옆집 아줌마 / 덩덩이 엄마
- 짱구는 못말려 극장판: 폭성! 쿵후소년 ~라면대란~ (2018년) - 옆집 아줌마 / 아그네스
- 짱구는 못말려 극장판: 동물소환 닌자 배꼽수비대 (2023년) - 남춘애
- 극장판 짱구는 못말려: 우리들의 공룡일기 (2024년) - 남춘애 / 삼엽충 부대
- 보스 베이비 (2017년) - 큰 보스 베이비
- 다마고치 극장판 1기: 두근두근 우주의 미아 (카툰네트워크) - 차마메치
- 다마고치 극장판 2기: 우주제일의 행복한 이야기 (카툰네트워크) - 차마메치
- 카 3: 새로운 도전 - 크루즈 라미레즈
- 코코 - 마마 코코/프리다 칼로
- 인크레더블 2 - 에블린 데버
- 극장판 요괴워치: 섀도우 사이드 도깨비 왕의 부활 - 모래 할머니
- 극장판 포켓몬스터 뮤츠의 역습 EVOLUTION - 보이저
- 피니와 퍼브 무비: 캔디스, 우주에 맞서다 (디즈니+) - 슈퍼 슈퍼 빅 닥터
- 장화신은 고양이: 끝내주는 모험 - 젠
- 엘리멘탈 - 브룩

### 영화
- 개구쟁이 스머프 - 사장
- 디워 - 이웃

### 외화
- 세이디 (투니버스) - 미스 V (멜 지드로익)
- 시험의 신 (투니버스) - 후미에 (미야지 마사코)
- 명탐정 코난 드라마스페셜 - 남도일의 부활 (투니버스) - 카렌 (나츠키)

### 특촬물
- 가면라이더 파이즈 (투니버스) - 여직원
- 미라클 멜로디 (투니버스) - 삐꾸닥 여사

### 게임
- 공박
- 던전앤파이터 - 메이아 여왕, 나탈리아 수
- 그녀의 기사단 : Gloria in excelsis deo
- 디아블로3 - 여자 부두술사
- 라임오딧세이 : 모험의 시작 - 투르가(여)
- 리그 오브 레전드 - 베인, 니달리, 카시오페아, 카르마
- 마비노기 - 줄리엣
- 마비노기 영웅전 - 드윈
- 블레이드 앤 소울 - 진소아, 유란
- 사이퍼즈 - 리사 스트라우스
- 슈퍼 판타지 워 (넥슨) - 헬라
- 스타크래프트 II: 자유의 날개 - 에나벨
  - 스타크래프트 II: 군단의 심장 - 니아드라(Niadra), 킬리사(Kilysa), 라일로스(Ryloth)
- 에오스 온라인 - 레비나, 마리에
- 오버워치 2 - 정커퀸
- 원신 - 데히야
- 월드 오브 워크래프트 - 스발나, 영혼의 포식자 (여)
- 클로저스 - 김유정
- 타르타로스 온라인 - 멜라니아 / 로라 / 아를렌 / 나시프족여성 / 나리아
- 테일즈런너 - 쿠로
- 시그널 - 팜므파탈 보이스
- 로스트아크 - 비아키스, 아브렐슈드
- 소울워커 - 에프넬

### 방송
- 라디오 오디션 국민DJ를 찾습니다 (SBS 러브FM)
- 진실게임 (SBS)
- 스토리 잡스 (TV조선)
- 도전 1000곡 (SBS) 2013년 3월 3일, 6월 2일 출연
- 퍼펙트 싱어 VS (tvN)
- 놀라운 대회 스타킹 (SBS)

### 내레이션
- 환경스페셜 (KBS)

## OST
- 내 마음 닿아라 - 완소! 퍼펙트 반장 엔딩곡(박성태, 장민혁 성우와 함께 부른 곡)
- 키테레츠 대백과 오프닝곡